# Remijia uniflora
Remijia uniflora är en måreväxtart som beskrevs av Charlotte M. Taylor. Remijia uniflora ingår i släktet Remijia och familjen måreväxter. Inga underarter finns listade i Catalogue of Life.